# Relations entre le Brésil et la Thaïlande
Les relations entre le Brésil et la Thaïlande sont les relations extérieures entre la république fédérative du Brésil et le royaume de Thaïlande.

## Histoire
Le Brésil et la Thaïlande ont officiellement établi des relations diplomatiques en 1959.